# 피린산맥

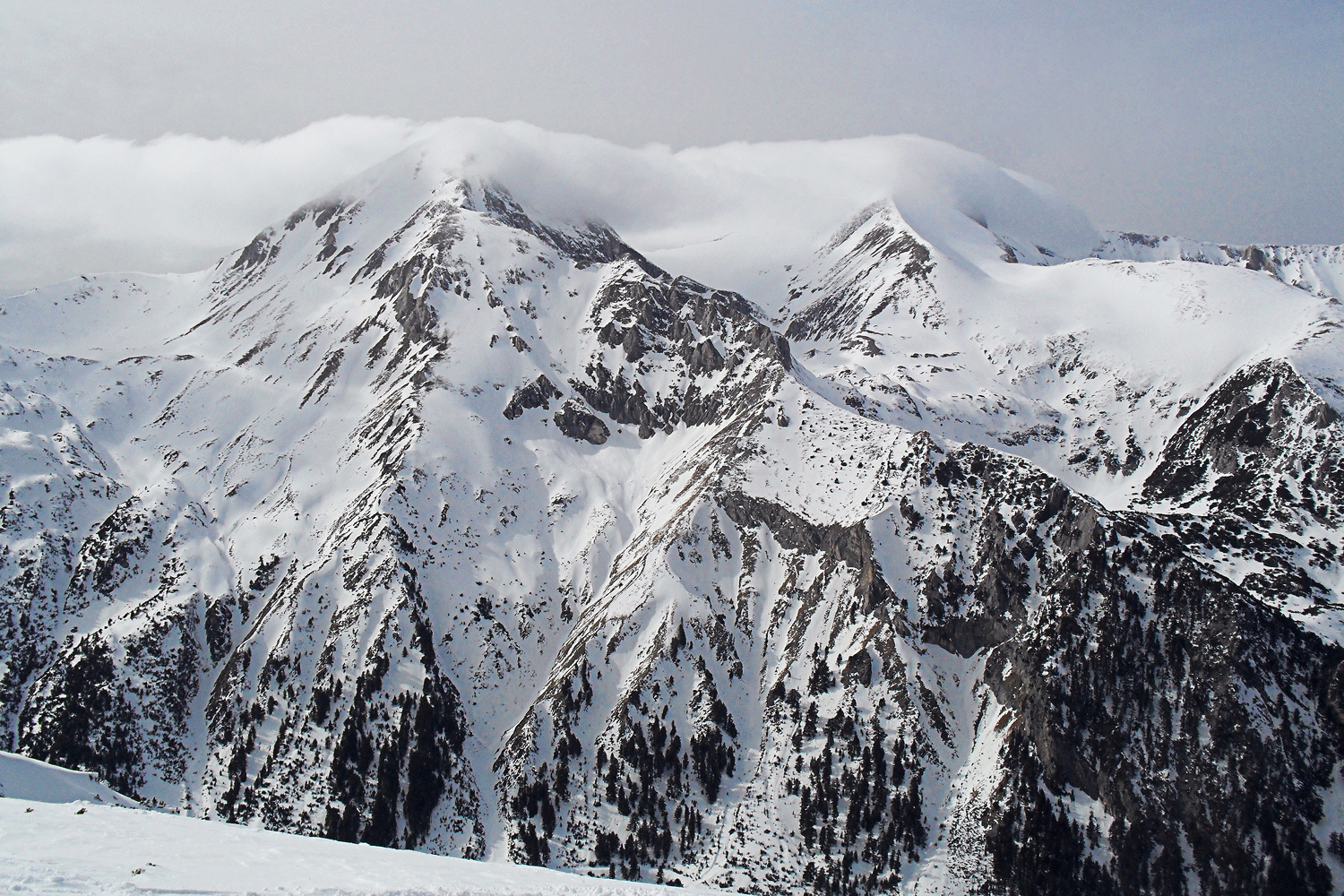
피린산맥

피린산맥(불가리아어: Пирин)은 불가리아 남서부에 걸쳐 있는 산맥으로 면적은 2,585km2이다. 산맥에서 가장 높은 봉우리는 비흐렌봉(Vihren)으로 높이는 2,915m이다. 피린이라는 이름은 슬라브 신화에 등장하는 천둥과 번개의 신인 페룬에서 유래된 이름이다.
북서쪽부터 남동쪽까지는 40km 정도 뻗어 있으며 산맥의 넓이는 25km, 길이는 80km, 너비는 40km이다. 산맥의 지형은 화강암, 편마암, 대리석, 석회석 지형을 띤다. 불가리아에서 구과식물이 자생하고 있는 곳으로 유명하며 늑대, 큰곰과 같은 동물들이 서식한다. 피린산맥과 접한 도시인 반스코는 겨울 스포츠 관광으로 유명한 곳이다.

## 같이 보기
- 릴라산맥
- 로도피산맥